# Павлово (Удмуртия)
Павлово — деревня в Увинском районе Удмуртии, входит в Булайское сельское поселение. Находится в 35 км к югу от посёлка Ува и в 59 км к западу от Ижевска.